# 24 Gwardyjski Pułk Kawalerii (ZSRR)
24 Gwardyjski Pułk Kawalerii (ros. 24 гвардейский кавалерийский полк) – oddział kawalerii Armii Czerwonej utworzony podczas II wojny światowej przez przemianowanie 158 Pułku Kawalerii.
24 Gwardyjski Pułk Kawalerii został utworzony pod koniec 1941 roku, przez przemianowanie 158 Pułku Kawalerii. Za chwalebny udział w walkach z armią niemiecką w 1941 roku pułkowi nadano nazwę gwardyjski. 24 PKgw. razem z 17 Gwardyjskim Pułkiem Kawalerii (17 PKgw.)
i 22 Gwardyjskim Pułkiem Kawalerii (22 PKgw.) wchodził w skład 5 Gwardyjskiej Dywizji Kawalerii (5 DKgw.) i brał udział m.in. w walkach o Stalingrad, Lidę, Olsztyn i nad rzeką Odrą.
Porucznik Iwan Jakuszyn służący w 24 Gwardyjskim Pułku Kawalerii opisał szlak bojowy pułku z Rosji przez Białoruś, Prusy Wschodnie i ziemie polskie aż do Niemiec. W Polsce jego wspomnienia o tytule Czerwony kawalerzysta zostały wydane w 2007 roku.

## Dowództwo pułku
dowódca:
- ppłk Piotr Tkalenko (1942-1945)